# آلبارو موتیس
 آلبارو موتیس (انگلیسی: Álvaro Mutis؛ ۲۵ اوت ۱۹۲۳ – ۲۲ سپتامبر ۲۰۱۳) یک نویسنده، و شاعر اهل کلمبیا بود.
وی همچنین برنده جوایزی همچون جایزه سروانتس شده است.

## پذیرش انتقادی
دوست نزدیک موتیس، برنده جایزه نوبل، گابریل گارسیا مارکز، او را «یکی از بزرگترین نویسندگان زمان ما» نامید.
آثار موتیس بیشتر در آمریکای لاتین و اروپا خواننده دارد. موتیس در دنیای انگلوفون چندان شناخته شده نیست، احتمالاً به این دلیل که طبقه بندی او آسان نیست. آثار ادبی او بخشی از آنچه در آکادمی آمریکا به عنوان "ادبیات آمریکای لاتین" شناخته می‌شود، نیست.